# Ligiella rodrigueziana
Ligiella rodrigueziana är en svampart som beskrevs av J.A. Sáenz 1980. Ligiella rodrigueziana ingår i släktet Ligiella och familjen stinksvampar.   Inga underarter finns listade i Catalogue of Life.